# Міннуллін Роберт Мугаллімович
Роберт Мугаллімович Міннуллін (1 серпня 1948 — 27 березня 2020) — радянський і російський татарський поет, журналіст та політичний діяч.

## Біографія
Народився 1 серпня 1948 року в селі Шамметово Ілішевського району Башкирської АРСР.
У 1966—1968 роках Роберт Міннулін працював літературним співробітником Ілишевської районної газети (Башкирська АРСР). У 1973 році закінчив Казанський державний університет.
Після закінчення університету в 1973—1977 рр. був кореспондентом газети «Яшь ленінчы». У 1977—1983 рр. працював у редакції журналу «Казан утлары»: редактор відділу, потім відповідальний секретар. З 1979 р. — член КПРС. У 1983-86 рр. — головний редактор Татарського телебачення. У 1986—1995 рр. — головний редактор газети «Яшь ленинчы» (з 1990 р. — «Сабантуй»). З 1990 року — народний депутат Республіки Татарстан. У 1995—2000 рр. Роберт Міннулін очолював постійну Комісію Держради РТ по культурі і національних питаннях. У 2000—2004 рр. Роберт Міннулін посідає посаду заступника Голови Держради РТ. З березня 2004 р. — голова Комісії Державної Ради РТ щодо встановлення ідентичності текстів законів Республіки Татарстан татарською та російською мовами. Обраний для роботи в Держраді на професійній постійній основі. У 2009—2014 роках Роберт Міннулін — депутат Державної Ради РТ четвертого скликання.
Роберт Міннулін  — поет, публіцист, журналіст. Він автор 34 книг татарською, російською, башкирською мовами.
Одружений, має сина і доньку.
Заслужений діяч мистецтв Татарстану, заслужений працівник культури Башкортостану.
Роберт Міннулін нагороджений Почесною грамотою Ремпубліки Татарстан. Лауреат Державної премії РТ імені Г. Тукая, республіканських премій ім. М. Джаліля і А. Аліша, міжнародної літературної премії ім. Г. К. Андерсена, премії Республіки Башкортостан імені Фатиха Каріма.

## Нагороди та премії
- 1971 — нагородження Почесною Грамотою ЦК ЛКСМ Вірменії за активну участь у проведенні V Всесоюзного фестивалю молодих поетів;
- 1974 — нагородження Почесною Грамотою ЦК ВЛКСМ
- 1977 — переможець республіканського конкурсу "Туган ягым — яшел бишек на найкращий художній твір, присвяченого охороні навколишнього середовища
- 1978 — нагородження Почесною Грамотою Татарського обкому ВЛКСМ
- 1981 — нагородження Почесною Грамотою обкому КПРС і Ради Міністрів ТАССР
- 1982 — присвоєння звання «Ударник будівництва КамАЗа»
- 1982 — нагородження Почесною Грамотою Спілки письменників СРСР
- 1982 — переможець закритого республіканського конкурсу «Дзвінке диво» на кращу піонерську пісню.
- 1982 — присудження премії комсомолу Татарстану імені Муси Джаліля
- 1983 — переможець Всеросійського конкурсу на кращий вірш для дошкільнят
- 1985 — нагородження Дипломом переможця Всесоюзного конкурсу патріотичної пісні
- 1985 — нагородження знаком ЦК ВЛКСМ і Радянського підготовчого комітету «За активну участь у підготовці та проведенні XII Всесвітнього фестивалю молоді і студентів р. в Москві»
- 1987 — нагородження Центральною Радою Всесоюзної піонерської організації імені В. І. Леніна знаком «За активну роботу з піонерами»
- 1988 — дитяча книга «Зоопарк нашого села» зайняла I місце в республіканському конкурсі «Книга року-88»
- 1988 — нагородження ювілейним знаком ЦК ВЛКСМ «70 років ВЛКСМ»
- 1990 — переможець республіканського конкурсу «Школа і сім'я» за найкращі есе та публіцистики
- 1992 — дитяча книга «Саме велике яблуко у світі» посіла III місце в республіканському конкурсі «Книга року-92»
- 1993 — присвоєння почесного звання «Заслужений діяч мистецтв Республіки Татарстан»
- 1997 — дитяча книга «Күчтәнәч» («Коли я стану дорослим») посіла II місце в республіканському конкурсі «Книга року-95»
- 1998 — нагородження Почесною Грамотою Республіки Татарстан
- 1998 — присвоєння почесного звання «Заслужений працівник культури Республіки Башкортостан»
- 1998 — присудження Державної премії імені Габдулли Тукая в галузі літератури і мистецтва за книгу «Күчтәнәч»
- 1998 — нагородження Почесною Грамотою Державної Думи РФ за активну участь у розробці актів щодо вдосконалення державної національної політики РФ і в зміцненні дружби між народами Росії
- 2014 — Медаль «Махтумкулі Фрагі» (Туркменістан)[4]

Творчі спілки
- з 1977 року — член Спілки письменників СРСР.
- з 1977 р. — член Літературного фонду СРСР.
- з 1998 року — член Спілки журналістів Татарстану.